# Ramon Marinel·lo
Ramon Marinel·lo i Capdevila (Tarrasa, 1911-Barcelona, 2002) fue un escultor y diseñador español. Formado en la Escuela de la Lonja con Ángel Ferrant, expuso en los Salones de Primavera de Barcelona (1934 y 1937), en la exposición del ADLAN en la Librería Catalònia (1935), la del Grupo Surrealista Breton, la de la Galería Charles Ratton de París (1936) y en la de Art Català -Pro Víctimes del Feixisme- en México (1937). Después de la guerra se dedicó al interiorismo y el diseño, ganando el Delta de oro ADI-FAD el 1961 y 1962. Fue miembro fundador del Club Cobalt 49 y de ADI-FAD.